# سوسک بال‌آتشین
سوسک بال‌آتشین (نام علمی: Pyrrhocoris apterus)، از حشرات رایج از خانوادهٔ پایراکوردی (به انگلیسی: Pyrrhocoridae) است. سوسک‌های بال‌آتشین به دلیل رنگ سیاه و قرمزشان، به راحتی قابل تشخیص‌ هستند. پخش شده در منطقه پلی آرکتیک (به انگلیسی: Palaearctic یا Palearctic)(دربرگیرنده نواحی اروپا، شمال آسیا و شمال آفریقا) که گستردگی آن از ساحل اقیانوس اطلس در شمال اروپا تا شمال غربی چین است و همچنین در ایالات متحده آمریکا و آمریکای مرکزی و هند نیز دیده شده‌اند.